# Giovanni Battista Lorenzo Bogino
 (mars 2024).
Giovanni Battista Lorenzo Bogino, né le 5 février 1701 à Turin et mort dans cette même ville le 9 février 1784, est un homme politique italien, ministre d'État de Charles-Emmanuel, roi de Sardaigne.

## Biographie
Giovanni Battista Lorenzo Bogino naquit a Turin, le 5 février 1701. Reçu docteur en droit à dix-sept ans, il fut nommé grand chancelier, en 1730, par Victor-Amédée. Trois ans après, Charles-Emmanuel se fit suivre à l'armée par Bogino, auquel il avait accordé le titre d'auditeur genéral. En 1742, au moment où les hostilités allaient commencer, il le nomma premier secrétaire de la guerre. Bogino se montra dans cette place digne de la confiance de son prince. La ville d'Asti, occupée par les Français, fut surprise en 1746 ; et, par d'habiles dispositions, il eut la principale part à cet événement, ainsi qu'à la délivrance d'Alexandrie, dont l'évacuation du Piémont fut le résultat. Bogino fut chargé de plusieurs négociations avec les généraux français, le canton de Berne, les États pontificaux, et les ministres autrichiens en Lombardie. En 1750, il fut nommé ministre d'État, et conserva le département de la guerre jusqu'a la mort du roi. Lorsqu'en 1759, il eut le département de la Sardaigne, la population et les richesses de l'île lui durent des accroissements rapides. Après la mort de Charles-Emmanuel, qui, entre autres faveurs, l'avait décoré de la grande croix de l'Ordre des Saints-Maurice-et-Lazare, il fut disgracié, et s'occupa, dans sa retraite, à faire composer, par le P. Guidone Ferrari, des inscriptions latines en l'honneur de son ancien maître. Pendant son ministère, il avait protégé la publication de deux ouvrages sur la Sardaigne : la zoologie de cette île, par le P. Francesco Cetti, et il Rifiorimento della Sardegna, par le P. Francesco Gemelli, tous deux professeurs à Sassari. L'université de cette ville et celle de Cagliari avaient été rétablies par ses conseils. Le Piémont lui dut aussi l'amelioration des écoles d'artillerie et du génie, et la fondation de celle de minéralogie. Tant de services rendus au prince et à la patrie ont rendu la mémoire de Bogino vénérable aux Piémontais et aux Sardes. Il mourut à Turin, le 9 février 1784, agé de 83 ans.